# M/S Vision of the Seas
M/S Vision of the Seas är ett kryssningsfartyg i Vision-klassen hos Royal Caribbean International.  

## Historia
Fartyget byggdes i Frankrike 1996 och gick i trafik 1998.